# Доъс
Окръг Доъс (на английски: Dawes County) е окръг в щата Небраска, Съединени американски щати. Площта му е 3629 km², а населението - 9060 души (2000). Административен център е град Шадрон.